# Elecciones estatales de Sarawak de 1974
Las segundas elecciones estatales de Sarawak comenzaron el 24 de agosto de 1974 y finalizaron el 14 de septiembre de ese mismo año, en el estado de Sarawak, Malasia. El Barisan Nasional, coalición del gobierno federal, obtuvo una amplia victoria con el 55% de los votos y 30 de los 48 escaños de la Asamblea Legislativa Estatal. En segundo lugar quedó el Partido Nacional de Sarawak, que obtuvo el 42.74% de los sufragios y 18 escaños. Fueron las últimas elecciones de Sarawak que coincidieron con las elecciones federales a nivel nacional.
Se disputaban 48 escaños. El Barisan Nasional fue la única fuerza que los disputó todos, mientras que el Partido Nacional de Sarawak (SNAP) disputó 47, exceptuando la circunscripción de Belaga, donde no presentó candidato. Hubo cuatro candidaturas del partido BISAMAH, y doce independientes.
Tras la victoria del BN, Abdul Rahman Ya'kub fue reelegido para otro mandato como Gobernador de Sarawak.

## Resultados
|  | 55.42 % |

|  | 42.74 % |

|  | 0.27 % |

|  | 1.57 % |